# Botanic Gardens Conservation International
Botanic Gardens Conservation International (BGCI) is een internationaal opererende non-profitorganisatie die in 1987 is opgericht. De organisatie heeft haar hoofdkantoor in Richmond upon Thames (Londen). Het Amerikaanse kantoor bevindt zich in de Chicago Botanic Garden (Glencoe, Illinois).

## Achtergrond
Het doel van BGCI is om botanische tuinen met elkaar te verbinden in een wereldwijd samenwerkend netwerk om te komen tot het behoud van de diversiteit van planten. Bij BGCI zijn meer dan 800 tuinen in meer dan 120 landen aangesloten. Van 1987 tot 1993 was Vernon Heywood de eerste directeur van BGCI.
De organisatie heeft een essentiële rol gespeeld in de ontwikkeling en de aanname door nationale parlementen van de Global Strategy for Plant Conservation (GSPC). Er worden netwerken ondersteund door BGCI, waardoor botanische tuinen bij elkaar worden gebracht en er uitwisseling van kennis en ervaring kan plaatsvinden. BGCI heeft online databases van botanische tuinen over de hele wereld en de (beschermde) planten die daar worden gehouden. De organisatie ontwikkelt educatieve materialen om door medewerkers van botanische tuinen gebruikt te worden voor publieke educatie.
De Amerikaanse afdeling van BGCI werkt mee aan Seeds of Success, een natuurbeschermingsproject dat is gericht op het verzamelen en bewaren van zaden van planten uit de Verenigde Staten. Ook is de Amerikaanse afdeling aangesloten bij de Plant Conservation Alliance (PCA), een samenwerkingsverband dat zich richt op de bescherming van planten die van nature voorkomen in de Verenigde Staten.
Op 19 januari 2008 trok BGCI aan de bel omdat honderden medicinale planten het risico zouden lopen om uit te sterven, waardoor de ontdekking van nieuwe geneesmiddelen gevaar zou lopen, omdat meer dan 50% van de voorgeschreven geneesmiddelen zijn afgeleid van stoffen die voor het eerst werden geïdentificeerd in planten.
De reizigersboom (Ravenala madagascariensis) is het symbool van BGCI.

## Aangesloten bij Botanic Gardens Conservation International

### Australië
- Royal Botanic Gardens (Sydney)

### Barbados
- Andromeda Botanic Gardens

### België
- Arboretum Kalmthout
- Arboretum Wespelaar
- Hortus Botanicus Lovaniensis
- Nationale Plantentuin van België
- Plantentuin Universiteit Gent

### Belize
- Belize Botanic Gardens

### Brazilië
- Instituto Plantarum
- Jardim Botânico do Rio de Janeiro

### Canada
- Canadian Botanical Conservation Network

### Duitsland
- Botanischer Garten Berlin
- Botanischer Garten München-Nymphenburg
- Palmengarten Frankfurt

### Filipijnen
- Siit Arboretum Botanical Garden

### Frankrijk
- Jardin des Plantes

### Indonesië
- Kebun Raya Bogor
- Kebun Raya Cibodas
- Kebun Raya Bali
- Kebun Raya Purwodadi

### Italië
- Giardino dei Semplici
- Orto botanico di Padova
- Orto botanico di Pisa

### Luxemburg
- Arboretum Kirchberg

### Madagaskar
- Arboretum d'Antsokay

### Monaco
- Jardin Exotique de Monaco

### Nederland
- Botanische Tuinen Universiteit Utrecht
- Botanische Tuin TU Delft
- Hortus Botanicus Amsterdam
- Hortus botanicus Leiden
- Pinetum Blijdenstein
- Diergaarde Blijdorp
- Almere Jungle
- Foundation El Arbol
- Arboretum Schovenhorst

### Nieuw-Zeeland
- Christchurch Botanic Gardens
- Wellington Botanic Garden

### Roemenië
- Botanische tuin van Cluj-Napoca

### Verenigde Staten
- Amy B.H. Greenwell Ethnobotanical Garden
- Arboretum at Flagstaff
- Arizona-Sonora Desert Museum
- Arnold Arboretum
- Atlanta Botanical Garden
- Berry Botanic Garden
- Brooklyn Botanic Garden
- Chicago Botanic Garden
- Cincinnati Zoo and Botanical Garden
- Denver Botanic Gardens
- Desert Botanical Garden
- Fairchild Tropical Botanic Garden
- Holden Arboretum
- Honolulu Botanical Gardens
- Lyon Arboretum
- Missouri Botanical Garden
- Morton Arboretum
- National Tropical Botanical Garden
- New England Wild Flower Society
- New York Botanical Garden
- North Carolina Arboretum
- North Carolina Botanical Garden
- Rancho Santa Ana Botanic Garden
- San Francisco Botanical Garden
- State Botanical Garden of Georgia
- St. George Village Botanical Garden
- United States Botanic Garden

### Verenigd Koninkrijk
- Chelsea Physic Garden
- Eden Project
- Glasgow Botanic Gardens
- Royal Botanic Garden Edinburgh
- Royal Botanic Gardens, Kew
- University of Oxford Botanic Garden

### Zweden
- Göteborgs botaniska trädgård

## Bron
1. ↑  Medicinal plants 'facing threat' BBC News, 19 januari 2008. Gearchiveerd op 19 mei 2023.